# Blomsterkiosken vid Östra kyrkogården

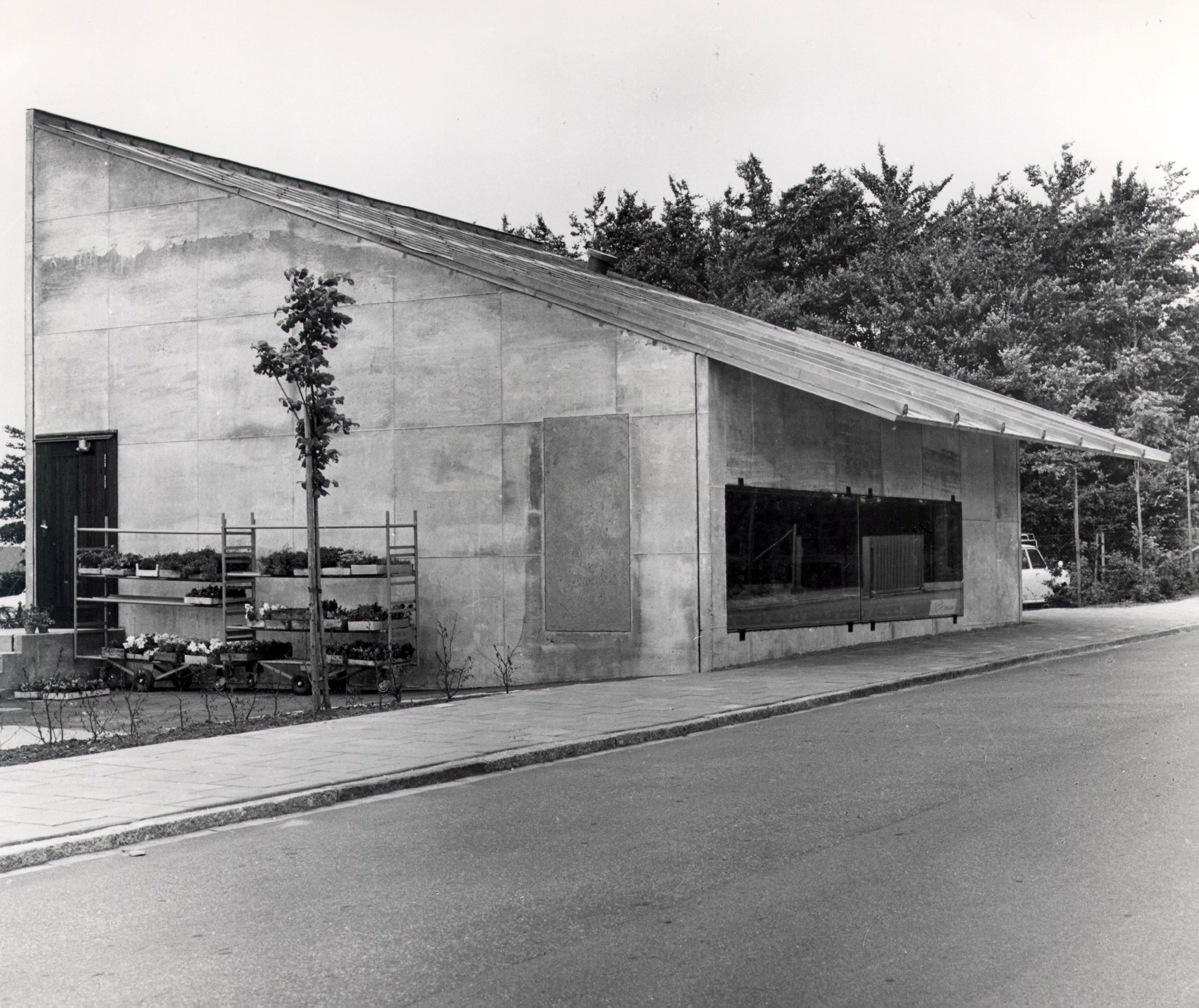
Sigurd Lewerentz blomsterkiosk 1969.

Blomsterkiosken vid Östra kyrkogården i Malmö ritades av Sigurd Lewerentz (1885–1975) och togs i bruk 1969. Byggnaden är utförd i rå betong och med långt driven förenkling, ett exempel på nybrutalism. Blomsterkiosken blev Lewerentz sista verk.

## Bakgrund
Sigurd Lewerentz vann 1916 en arkitekttävling om att utforma Malmös nya kyrkogård, Östra kyrkogården. Han kom under perioden 1917–1969 att i perioder svara för olika projekt på kyrkogården, främst fyra kapell, samt den mycket uppmärksammade blomsterbutiken utanför infarten till kyrkogården, ”Servicebyggnad för blommor vid Scheelegatan”, som han själv kallade byggnaden.

## Byggnaden
Blomsterkiosken från 1969 är Lewerentz mest avskalade och extrema byggnad. Väggarna göts i betong i formar av obehandlad plywood med avfasade kanter så att skarvarna mellan skivorna tydligt framträdde, efter en idé av arkitekten Bernt Nyberg. Huset fick ett starkt lutande pulpettak. Taket var kopparklätt, långt utkragat på framsidan och saknade hängränna. Fönsterrutorna blev fästa med metallklamrar och svart fogmassa direkt i betongen. Dörrarna var av svartmålat laminerat trä. Dörren på baksidan hamnade en bit över marknivå men fick av estetiska skäl ändå ingen trappa.
Invändigt rådde samma strama stil med obehandlade betongväggar och keramikplattor på golvet med upphöjda skarvar för att minska risken att halka. Taket av aluminium reflekterade ljuset från de två högt sittande fönstren på baksidan. Belysningen bestod av väggfasta slingor med nakna glödlampor.

## Förändringar
Blomsterkiosken har förändrats på flera viktiga sätt sedan 1969, förändringar till det sämre enligt olika arkitekturskribenter. En tillbyggnad tillkom 1979 efter en idéskiss av Bernt Nyberg. Trots att man anpassade materialvalet har det blivit ”en tillbyggnad man helst ska glömma [- - -] mycket slappare och viljelöst”, ansåg arkitekten Janne Ahlin. Koppartaket har ersatts av ett målat plåttak efter upprepade kopparstölder. Invändigt finns slingorna med nakna glödlampor kvar men de främsta ljuskällorna nu är lysrör.

## En byggnad som väckt känslor
Byggnaden har lockat arkitekturintresserade från många länder. Den var ”länge det enda arkitekturverk i Malmö som kunde locka arkitekter och arkitekturstudenter från hela världen att besöka staden”. Skönhetsrådet i Malmö lämnade 2024 in en ansökan till länsstyrelsen att byggnadsminnesförklara blomsterkiosken. Till ansökan bifogade man en förhoppning att byggnaden skulle återställas till ursprungsskicket.
Arkitekturupproret kallade 2020 blomsterkiosken en av Malmös fulaste byggnader.
2022 skapade skådespelaren Lisen Rosell pjäsen Blomsterkiosken efter inspiration från Lewerentz byggnad. Teater Tribunalen skriver i sin presentation att hon navigerar i "brutalismens mästare Sigurd Lewerentz stränga arkitekturporriga universum” och ställer frågor som ”Hur fåordig kan en arkitektman bli?" och "Är klass en känsla eller ett yrke?”. Göteborgs-Postens recensent menade att ”Rosell utforskar arkitektens kåta formblick”.

## Bilder

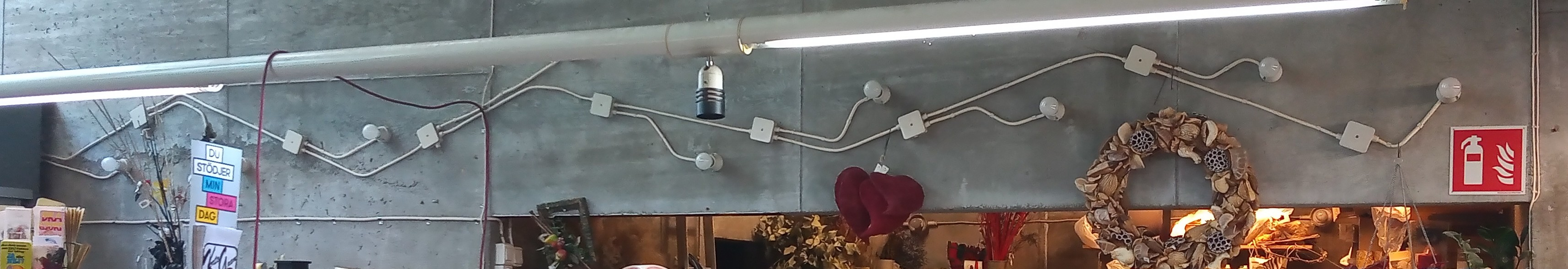
Lewerentz ursprungliga slingor med glödlampor finns kvar, men numera används oftast endast den nyare lysrörsbelysningen.

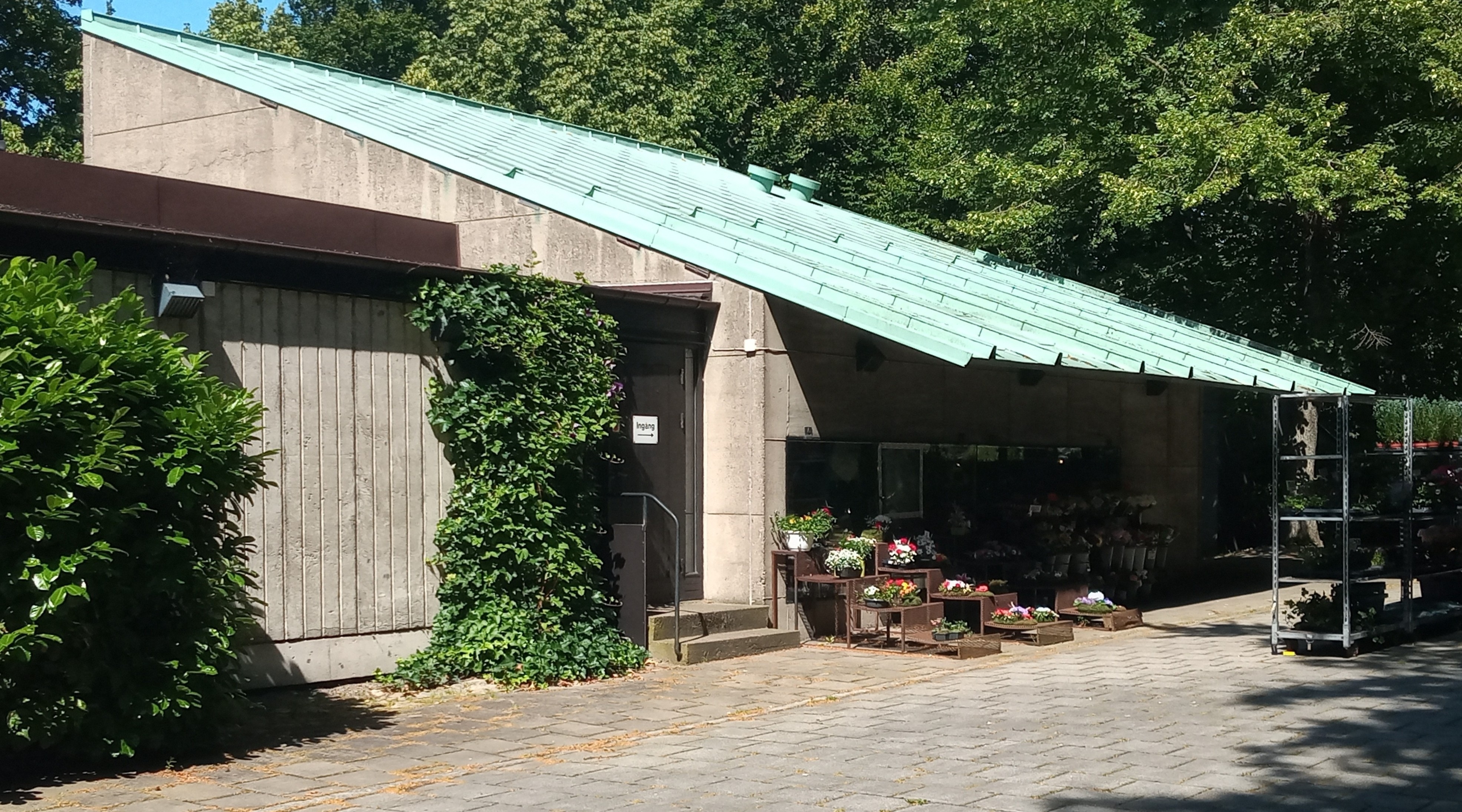
Framsida. Till vänster skymtar tillbyggnaden från 1979.
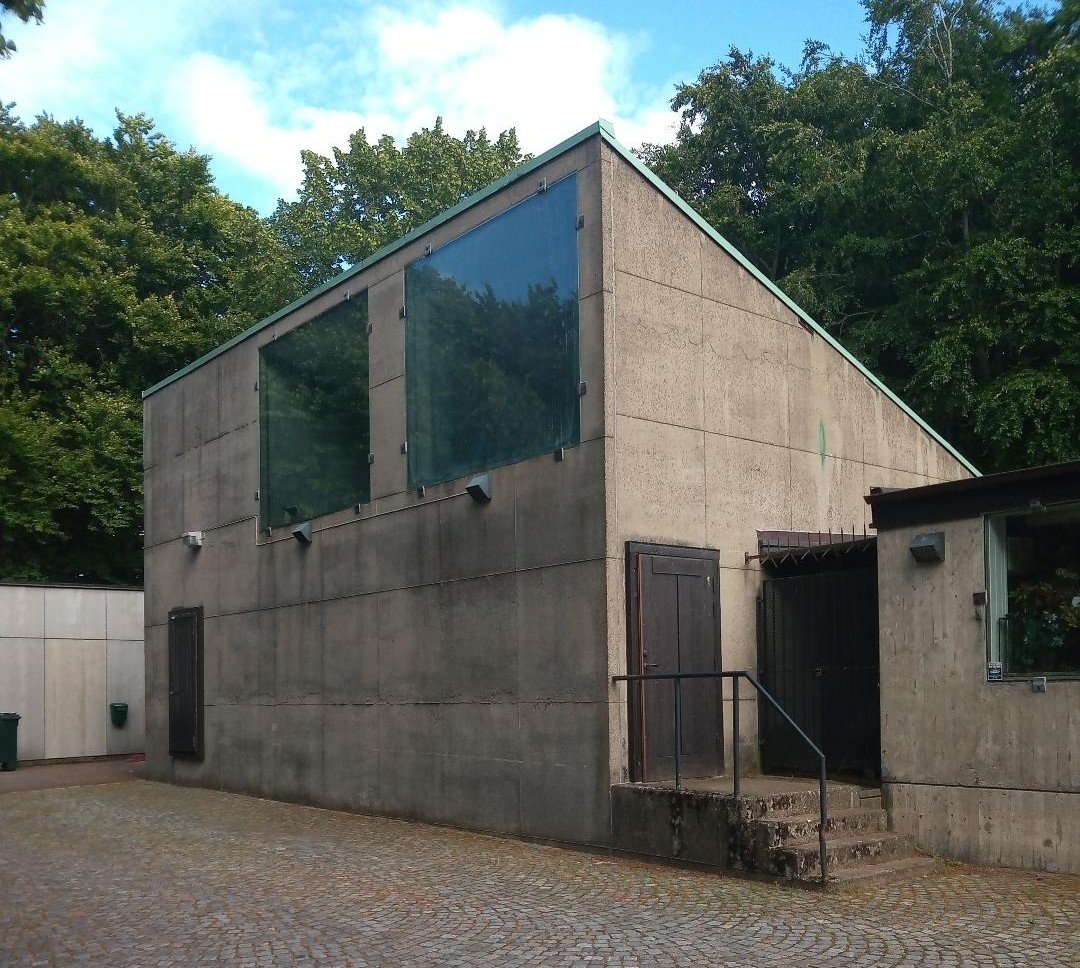
Baksida.
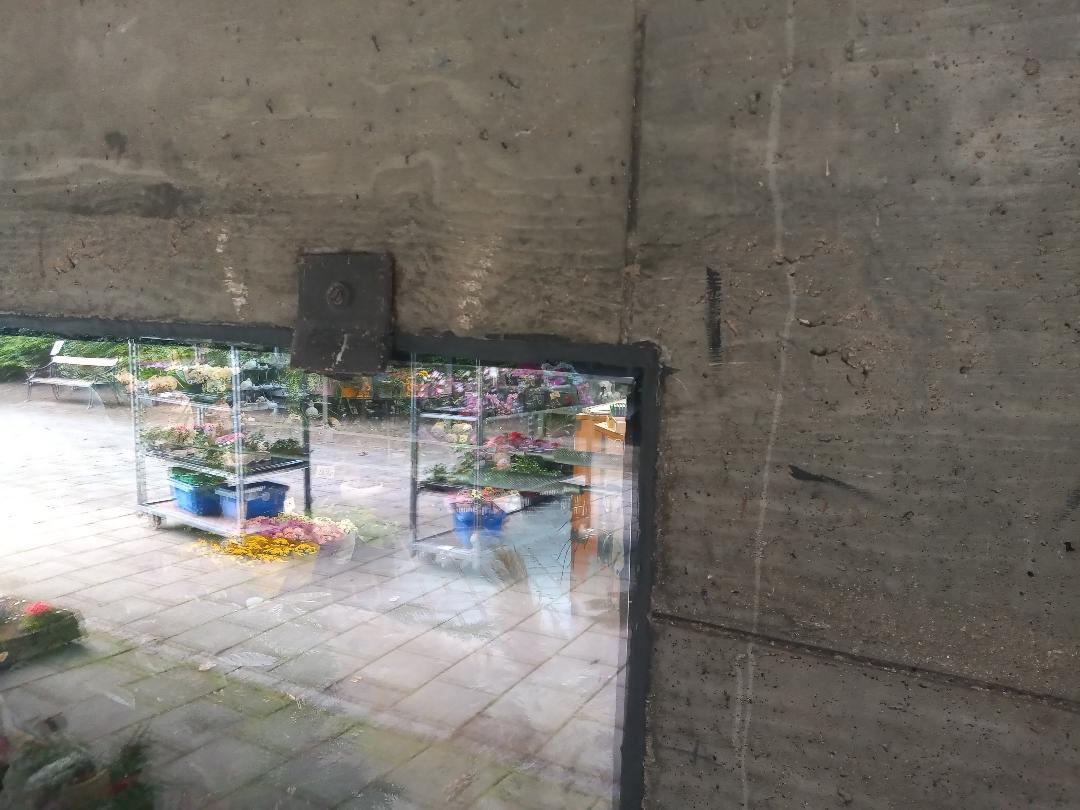
Fönster fastsatta med metallklamrar.
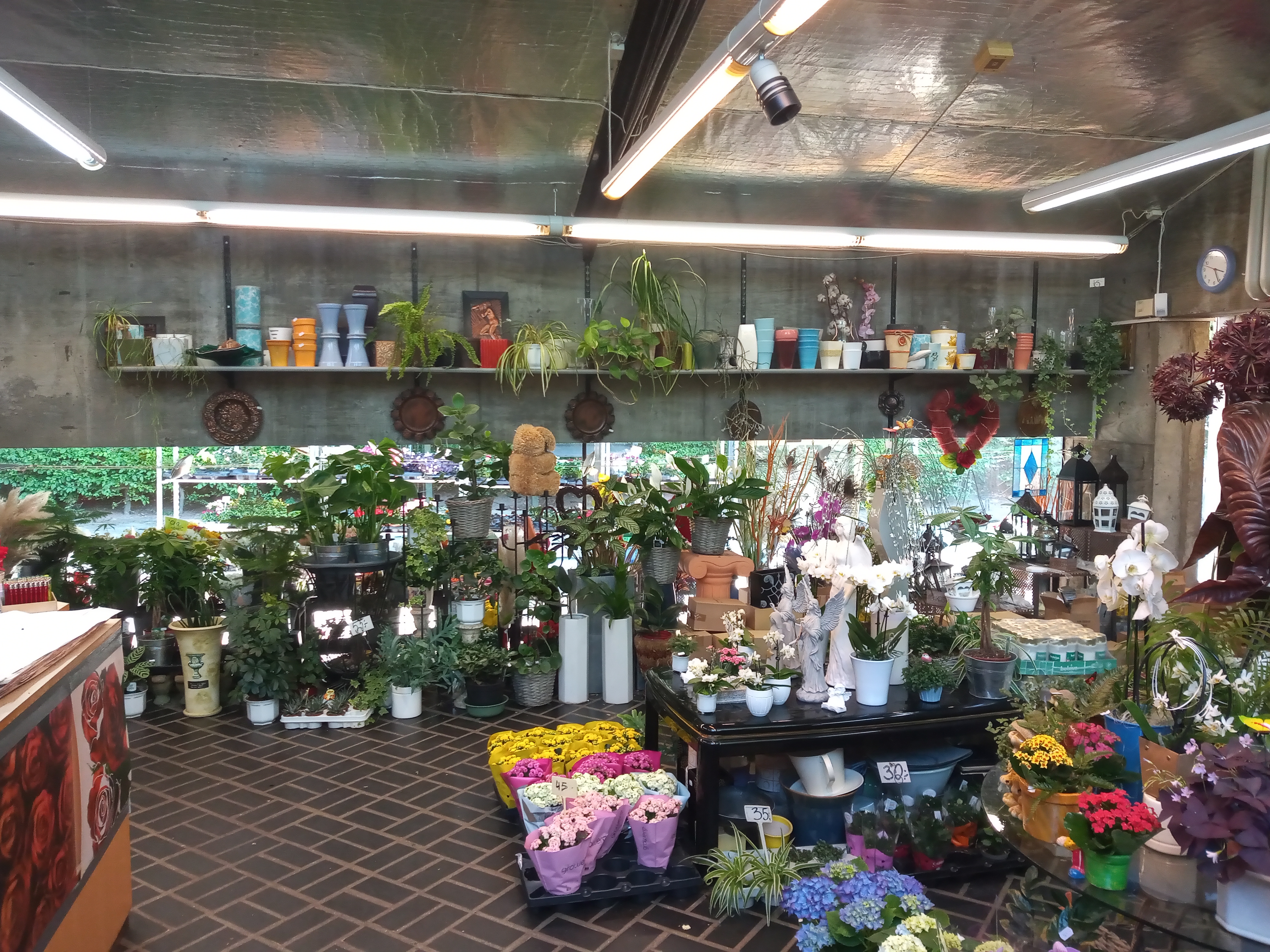
Interiör.